# Iryna Pamialova
Iryna Pamialova –en bielorruso, Ірына Памялова; transliteración rusa, Irina Pamiolova– (Zhodzina, 5 de abril de 1990) es una deportista bielorrusa que compitió en piragüismo en la modalidad de aguas tranquilas.
Participó en los Juegos Olímpicos de Londres 2012, obteniendo una medalla de bronce en la prueba de K4 500 m. Ganó una medalla de bronce en el Campeonato Mundial de Piragüismo de 2011 y dos medallas en el Campeonato Europeo de Piragüismo: oro en 2011 y plata en 2012.

## Palmarés internacional
| Juegos Olímpicos   | Juegos Olímpicos      | Juegos Olímpicos  | Juegos Olímpicos |
| Año                | Lugar                 | Medalla           | Competición      |
| ------------------ | --------------------- | ----------------- | ---------------- |
| 2012               | Londres (Reino Unido) | Medalla de bronce | K4 500 m         |
| Campeonato Mundial |                       |                   |                  |
| Año                | Lugar                 | Medalla           | Competición      |
| 2011               | Szeged (Hungría)      | Medalla de bronce | K4 500 m         |
| Campeonato Europeo |                       |                   |                  |
| Año                | Lugar                 | Medalla           | Competición      |
| 2011               | Belgrado (Serbia)     | Medalla de oro    | K4 500 m         |
| 2012               | Zagreb (Croacia)      | Medalla de plata  | K4 500 m         |